# Наврочили!
Наврочили! (англ. Jinxed!) — американський комедійний фільм режисера Дона Сігела.

## Сюжет
Круп'є Віллі з деяких пір доводиться постійно змінювати місце роботи. Справа в тому, що за його столик сідає один і той же клієнт і щоразу обдирає казино до нитки. Нові начальники Віллі просять його що-небудь зробити, щоб той не залишав більше жодне казино у програщі. Хлопець нічого не зміг придумати, окрім як завести роман з дівчиною везунчика.

## У ролях
- Бетт Мідлер — Боніта Фрімл
- Кен Вол — Віллі Бродекс
- Ріп Торн — Гарольд Бенсон
- Вел Ейвері — Мілт Хокінс
- Джек Ілем — Отто
- Бенсон Фонг — містер Вінг
- Джеклін Скотт — жінка тримає парі
- Ф. Вільям Паркер — Арт
- Йен Вульф — Морлі
- Джордж Дікерсон — менеджер казино
- Клітус Янг — ділер
- Том Плеттс — контролер
- Арчі Ленг — контролер
- Кетрін Кейтс — міс Ніна
- Джеймс Нолан — батько
- Кетлін О'Меллі — матір
- Вудроу Парфрі — страховий агент
- Джоан Фріман — жінка агент
- Дон Сігел — власник книжкового магазину для дорослих